# Colla di coniglio
La colla di coniglio è una colla con alto potere adesivo ed indurente, ottenuta dalle pelli di coniglio (cascami). Si tratta di un prodotto naturale.
Solubile in acqua e biodegradabile, non è pericolosa per la salute e non irrita la pelle. In genere viene venduta in fogli, scaglie e perline. È una colla di origine animale ed è una colla "debole" in quanto ottenuta da cascami, a differenza della colla Cervione ottenuta da ossa, che è una colla "forte".
Oltre che nel restauro viene usata anche nella doratura e per l'indurimento della scagliola ad uso artistico o per il restauro di mobili e particolari architettonici intarsiati con la tecnica del finto marmo. Usata anche per lavori di falegnameria.

## Preparazione
La colla di coniglio è una colla di derivazione organica ottenuta dai cascami di pelli.
Si prepara facendo rigonfiare i pezzi in acqua fredda per diverse ore, poi scaldando leggermente a bagnomaria senza arrivare mai a bollitura dell'acqua che provoca la denaturazione delle proteine. Le colle così preparate formano soluzioni colloidali acquose reversibili:
una volta seccate per evaporazione dell'acqua possono essere ridisciolte in acqua. Le soluzioni di colla vengono biologicamente attaccate da micro funghi perdendo in adesività, perciò vanno protette con antifermentativi a piccole dosi che permangono per tempi limitati.
Risulta costituita principalmente da sostanze proteiche quali il collagene e sali organici. Tra gli amminoacidi costituenti le proteine sono presenti la glicilina e l'idrossipilina. Il legame che le caratterizza chimicamente è il legame peptidico tra un acido e un gruppo amminico (amminoacidi) per condensazione (eliminazione di acqua).
Ha composizione variabile, a seconda della preparazione e purificazione (il processo di purificazione prevede la pulitura tramite filtraggio della colla facendola prima rigonfiare in acqua e poi filtrandola usando delle stoffe con mesh differenti). Le più impure sono anche le più adesive, le cosiddette colle forti; le più pure sono le gelatine costituite quasi esclusivamente da collagene, più adatte come leganti.

## Uso
La colla animale costituisce il legante per la tempera a colla. Si può trovare anche insieme alla gomma.
Costituisce il legante delle preparazioni a bolo per la doratura.
Nella pittura a secco su muro può essere il legante per alcuni colori e viene stesa prima della pittura a secco per preparare il muro.